# Кадилак
Cadillac e марка луксозни автомобили. Основно са предназначени за пазарите в САЩ и Канада. В САЩ марката се е превърнала в синоним на високо качество и престиж. Общоприетият лозунг на Cadillac е Life, Liberty and the Pursuit (Живот, свобода и стремеж), упоменат в Декларацията за независимост на САЩ. Марката Cadillac е собственост на General Motors от 1909 г.